# Małuksa
Małuksa (ros. Малукса) – stacja kolejowa w miejscowości Nowaja Małuksa, w rejonie kirowskim, w obwodzie leningradzkim, w Rosji. Położona jest na linii Mga – Budogoszcz.